# الحماية المدنية الفرنسية
الحماية المدنية الفرنسية (بالفرنسية: Fédération nationale de protection civile)، أو FNPC، هي جمعية إنسانية فرنسية وإسعافية تطوعية. يتكون شعارها من مثلث أزرق على أرضية بيضاء وبرتقالية، يأتي من العلامة الدولية المميزة للدفاع المدني، وهي علامة الحماية تحت حماية اتفاقيات جنيف الأربع لعام 1949.
لا يجب الخلط بين هذه الجمعية الطوعية والأمن المدني الفرنسي والتي تعتبر وكالة  حكومية.

## التاريخ

### من الدفاع المدني إلى الحماية المدنية
في نهاية الحرب العالمية الأولى، سلط العدد الكبير من الضحايا المدنيين الضوء على الحاجة إلى رفع مستوى حماية الناس أثناء النزاعات .
في عام 1933، تم تأسيس أول منظمة تطوعية لحماية المدنيين خلال وقت الحرب بدعم من غاستون دوميرغ. في عام 1938، في فجر الحرب العالمية الثانية، طورت الحكومة الفرنسية سياسات الدفاع المدني (الدفاع السلبي). كان هدفهم بناء ملاجئ وشبكات إنذار لحماية الناس من الضربات الجوية.
بعد الحرب، أصبحت المهمات السلبية الدفاعية مرتبطة أكثر فأكثر بالتهديدات غير العسكرية مثل الكوارث الطبيعية. في عام 1951، تم إنشاء الخدمة الوطنية للحماية المدنية في وزارة الداخلية. ثم تحولت هذه الوكالة الحكومية الفرنسية إلى الأمن المدني عام 1975.
مع ذلك، لم يعرقل هذا التأميم التطوع الذي تطور من خلال جمعيات الحماية المدنية المحلية منذ عام 1958.

### المجتمعات المحلية والاتحاد الوطني
في عام 1965، كانت هناك جمعيات حماية مدنية محلية في 26 قطاع . بناءً على دعوة من رئيس الوزراء جورج بومبيدو ، تم تشكيل الاتحاد الوطني للحماية المدنية (الاتحاد الوطني للحماية المدنية) في 14 كانون الثاني 1965 في باريس ، من أجل إدارة هذه المجتمعات المحلية وزيادة الوعي الشعبي بالدفاع المدني. أول رئيس اتحادي كان ليون روبين .
في عام 1968، كانت هناك مجتمعات محلية في 54 قسم و31701متطوع. بعد عام واحد ، صدر مرسوم بعنوان الحماية المدنية الفرنسية كجمعية تعمل من أجل المصلحة العامة.
خلال الثمانينيات، أصبحت الحماية المدنية هي المجتمع الذي قدم ثاني أكبر عدد من تدريبات الإسعافات الأولية في فرنسا. قاد متطوعوها أيضًا حملات توعية حول العديد من الموضوعات مثل الإسعافات الأولية والحوادث المنزلية وفيروس نقص المناعة البشرية أو السلامة على الطرق.
في أوائل التسعينات، كان الاتحاد الوطني للحماية المدنية يعمل على توحيد 94 جمعية محلية للحماية المدنية ، وأيضًا مع مجتمعات أخرى مثل الصليب الأبيض الفرنسي ، وجمعية RATP للإسعافات الأولية أو جمعية راديو الدفاع المدني للهواة الوطنية. منذ عام 1993 ، يحق للحماية المدنية الفرنسية تقديم تدريب وشهادات رسمية في مجال الإسعافات الأولية.

### توسيع البعثات
من عام 1991 إلى عام 2009 ، انتخب لويس لارينج ، مؤسس الخدمة الطبية الطارئة الفرنسية ، رئيسًا للاتحاد الوطني للحماية المدنية. وتحت زخمه ، اتسع نطاق جمعيات الدفاع المدني من مهام محطات الإسعافات الأولية التقليدية إلى الاستجابة للكوارث والاستجابة للطوارئ. ومنذ ذلك الحين ، طورت الحماية المدنية الفرنسية شراكات للدفاع المدني مع السلطات الوطنية والمحلية.

### الرؤساء
- 1965-1969: ليون روبين
- 1969-1978: لوسيان ليبريستر
- ·1978-1980: جان بيريو براديير
- ·1980-1985: جاي بونتير
- 1985-1991: إيدا غينوت
- 1991-2009: Louis Lareng
- 2009-2012: Yannick Chenevard  [7]
- 2012-2015: كريستيان واكس
- 2015-2019: بول فرانشتر[8]
- ·منذ عام 2019: فرانسوا ريشيز

المصدر

## المنظمة الحالية
الحماية المدنية الفرنسية هي جمعية تطوعية تعمل من أجل المصلحة العامة ، مع شهادة حكومية للقيام بمهام الدفاع المدني. في عام 2018، كان هناك 32000 متطوع يعملون في أكثر من 500 جمعية محلية منتشرة في 97 قسمًا. ويقود الاتحاد مجلس إدارة يضم 24 عضوًا وفرانسوا ريتشيز الذي يتولى الرئاسة الفيدرالية منذ عام 2019.

### المستوى الوطني
الاتحاد الوطني هو المنظمة المسؤولة عن إدارة 97 جمعية منتشرة في القطاعات الحضرية والأجنبية. يقع المقر الرئيسي في أنيار سور سين.

### المستويات الإدارية والمحلية
في كل قسم، لا يمكن أن يكون هناك سوى اتحاد واحد وصفه الاتحاد الوطني بأنه «جمعية إدارة الحماية المدنية» (جمعية حماية المدنيين ، أو ADPC). كل اتحاد إداري مسؤول عن جمعية محلية واحدة أو أكثر (هوائيات) وهي الوحدات التشغيلية للمنظمة.
لأسباب تاريخية، هناك اتحاد إداري واحد فقط لإدارات باريس وسين سان دوني وفال دو مارن.
في أقاليم ما وراء البحار، يمكن أن يكون لجمعيات المقاطعات أسماء مختلفة، مثل الاتحاد البولينيزي للحماية المدنية في بولينيزيا الفرنسية. ومع ذلك، فإن تنظيمهم هو نفسه كما هو الحال في فرنسا متروبوليتان.
ليس للحماية المدنية الفرنسية جمعية محلية في بعض الأقسام مثل الأردين وكروس دو سود ولوار العليا ولوزار وأور وهوت كورس وغويانا الفرنسية 

### حماية باريس سين المدنية (PCPS)
هي الجمعية الإدارية لباريس وسين سان دوني وفال دو مارن. تاريخها ومكانتها محددة.
حتى عام 1998، كانت مقاطعة شرطة باريس توظف عمال إنقاذ مؤقتين ومتطوعين في خدمة الحماية المدنية المشتركة بين الإدارات (الخدمة المشتركة بين الإدارات في مجال الحماية المدنية). تضمنت مهامهم الاستجابة الطارئة لفرقة إطفاء باريس. ثم تم حل الخدمة واستبدالها بالحماية المدنية في باريس ، وهو مجتمع محلي يديره الاتحاد الوطني للحماية المدنية. ثم أعيدت تسميته باسمها الحالي PCPS)).
يوجد 840 متطوعًا في 18 جمعية محلية (المركز ، 5e ، 6e ، 10e ، 11e ، 12e ، 13e ، 14e ، 15e ، 16e ، 17e ، 18e ، 19e ، 20e ، Pantin ، Montreuil ، Vincennes and Gentilly) ، يشغلون أسطولًا من 19عربة إسعاف , و17قاربًا , و16مركبة خفيفة ,و3مركبات لوجستية ومركبة واحدة متنقلة.

## المهمات
تتمتع الحماية المدنية الفرنسية بشهادة حكومية للقيام بأربع أنواع من المهام:
- إدارة محطات الإسعافات الأولية
- التدريب على الإسعافات الأولية
- الدعم الإنساني والاجتماعي
- الاستجابة للطوارئ والكوارث

### محطات الإسعافات الأولية
يتم إنشاء محطات الإسعافات الأولية المؤقتة (التخلص المسبق للأمان) خلال الأحداث الثقافية أو السياسية أو الرياضية لتوفير الاستجابة الطبية الأولية للمشاركين. في عام 2016 ، حملت الحماية المدنية الفرنسية 18200 محطة إسعافات أولية.
هناك تكوينات مختلفة للتكيف مع حجم الحدث:
1.محطة الإنذار والإسعافات الأولية: مستجيبان أولان معتمدان .
2.محطة إسعافات أولية مؤقتة صغيرة الحجم: من 4 إلى 12 مستجيبًا أولًا معتمدًا .
3.محطة الإسعافات الأولية المؤقتة متوسطة الحجم: 13 إلى 36 مستجيبًا أولًا معتمدًا.
4.محطة الإسعافات الأولية المؤقتة على نطاق واسع:على الاقل 37 مستجيبًا معتمدًا.

### محطات الإسعافات الأولية البارزة
توضح القائمة أدناه أمثلة على محطات الإسعافات الأولية البارزة التي تحملها الحماية المدنية الفرنسية:
- مهرجان بايون[14]
- ماراثون باريس الدولي[14]
- مهرجان Vieilles Charrues [14]
- مهرجان المشجعين النهائي لكأس العالم 2018 في باريس.[15]

### التدريب على الإسعافات الأولية
توفر الحماية المدنية الفرنسية تدريبًا أساسيًا على الإسعافات الأولية العامة (المستوى 1 للوقاية والإنقاذ المدني ، أو PSC1). يحق للجمعية أيضًا تدريب أعضائها ليصبحوا المستجيب الأول المعتمد على مستويات PSE1 و PSE2. كما يتم تقديم دورات تدريبية متخصصة كمساعدات أولية بحرية.
في عام 2016 ، قام 2600 مدرب معتمد من الحماية المدنية الفرنسية بتدريب 110.000 شخص على الإسعافات الأولية.

### الدعم الإنساني والاجتماعي
يحق للحماية المدنية الفرنسية أن تحمل نطاقًا واسعًا من المهام الإنسانية ومهام الدعم  بما في ذلك المساعدة في الاستجابة للمشردين وما بعد الكوارث.
في عام 1999 ، ساهم الاتحاد في عملية إنسانية دولية لدعم اللاجئين من حرب كوسوفو من خلال إدارة مخيم ستينكوفيتش للاجئين في مقدونيا. .

### الاستجابة للطوارئ
يحق لمجتمعات إيل دو فرانس والراين الأسفل ونور المحلية المشاركة في مهام الطوارئ والاستجابة للكوارث  للمحافظات، والخدمة الطبية الطارئة الفرنسية وخدمات الإطفاء.

### مهمات بارزة
شاركت فرق الحماية المدنية الفرنسية في الاستجابة لحالات الطوارئ بعد غرق ناقلة النفط الفرنسية إريكا عام 1999، وانفجار مصنع تولوز الكيميائي 2001 ، وتحطم جرمان وينغز الرحلة 9525 لعام 2015. خلال هجمات باريس في نوفمبر 2015، ساهم 130 من المستجيبين الأوائل في إدارة الأزمة، وإجلاء الضحايا إلى المستشفيات المحلية، وتقديم الإسعافات الأولية للشهود. بعد هجوم شاحنة نيس عام 2016، قدم 162 متطوعًا استجابة طارئة وإسعافات أولية نفسية للضحايا وأقاربهم والشهود.

## المعدات

### المركبات
في عام 2016، امتلك الاتحاد أسطولًا من 1230 مركبة، بما في ذلك 400 سيارة إسعاف، ومركبات خفيفة، وقوارب، ومركبات مقر متنقلة، ومركبات على الطرق الوعرة ودراجات. المركبات بيضاء، مع خط برتقالي كبير يظهر عليه شعار الاتحاد وكتابة عبارة «حماية المدنية» باللون الأزرق، وتحيط خطوط زرقاء صغيرة بالخط البرتقالي، باستثناء في باريس .
نظرًا لأن الحماية المدنية الفرنسية معتمدة لمهام الاستجابة للطوارئ ، يمكن أن يحق لمركباتها الحصول على إضاءة مركبة الطوارئ الزرقاء وصفارة نغمتين .

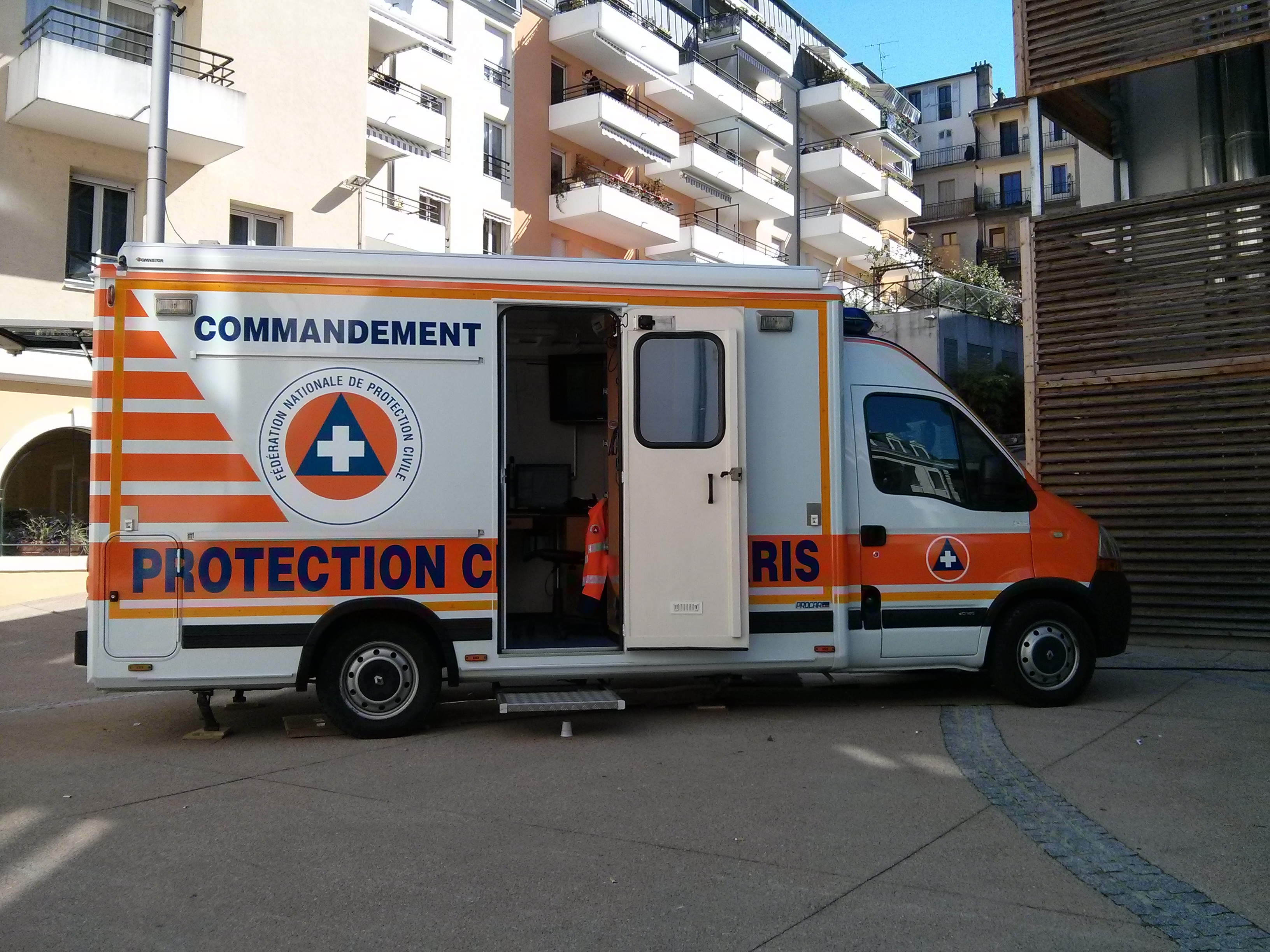
مركبة مقر متنقلة

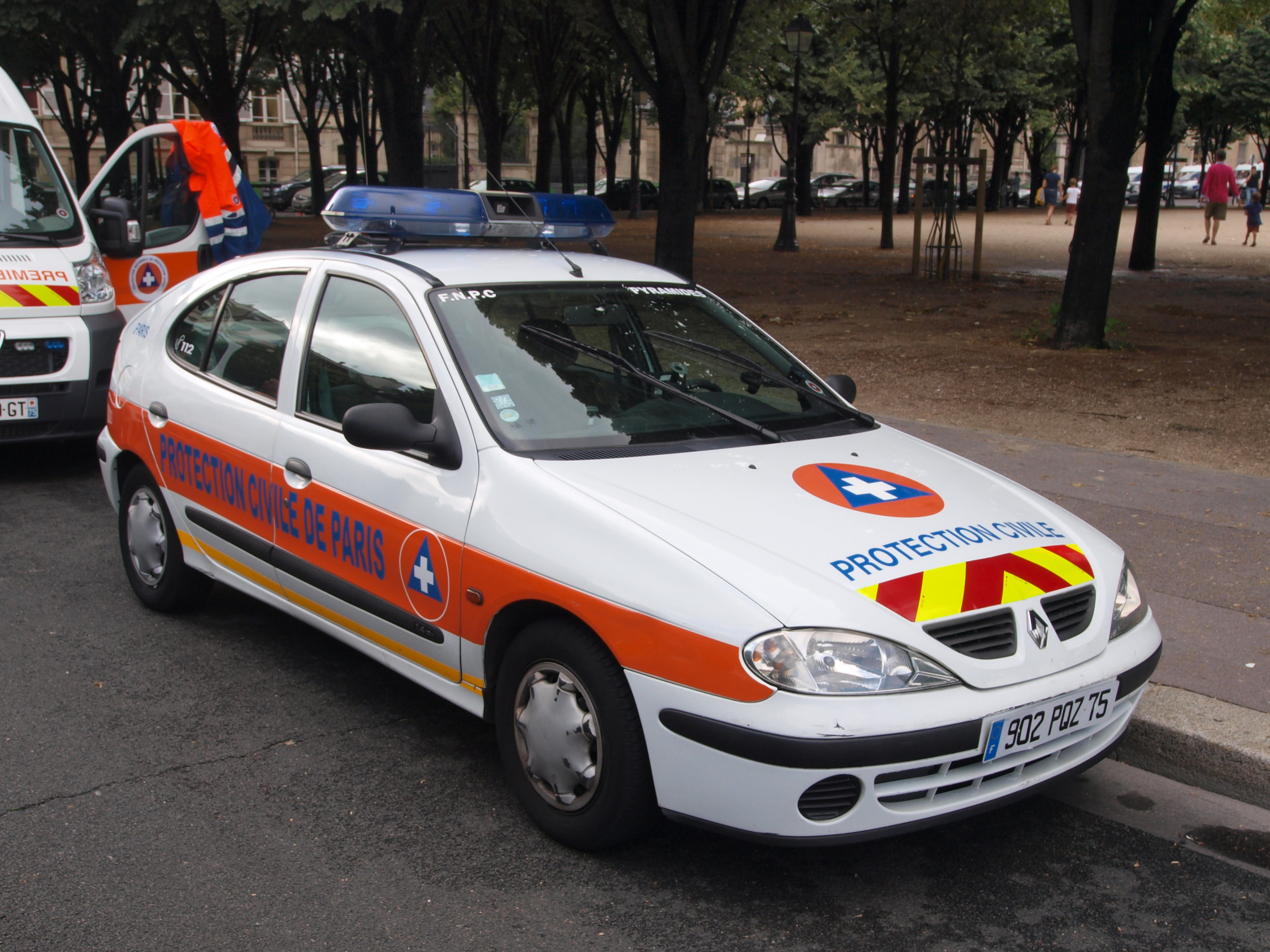
مركبات خفيفة

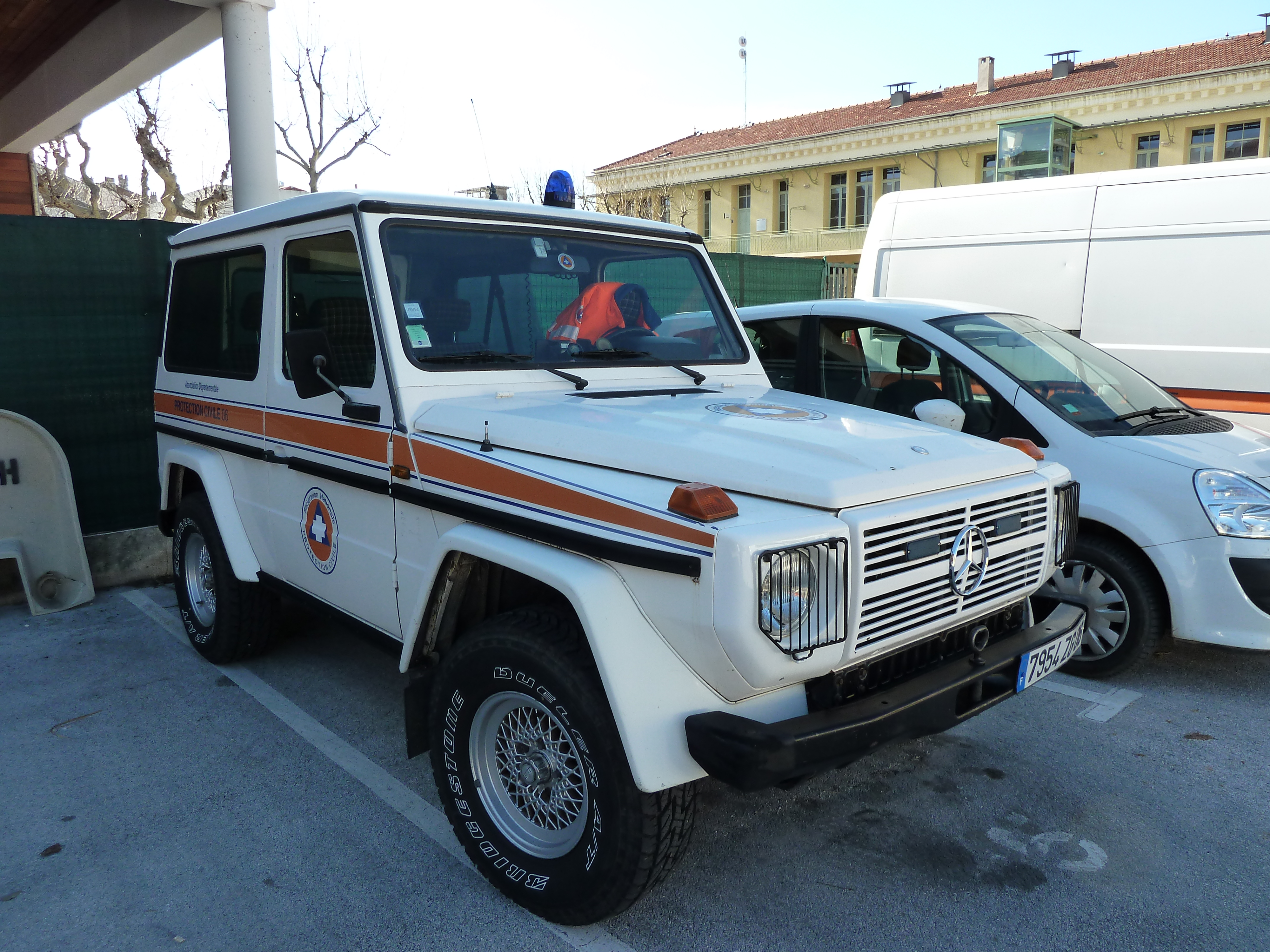
مركبة خارج الطريق

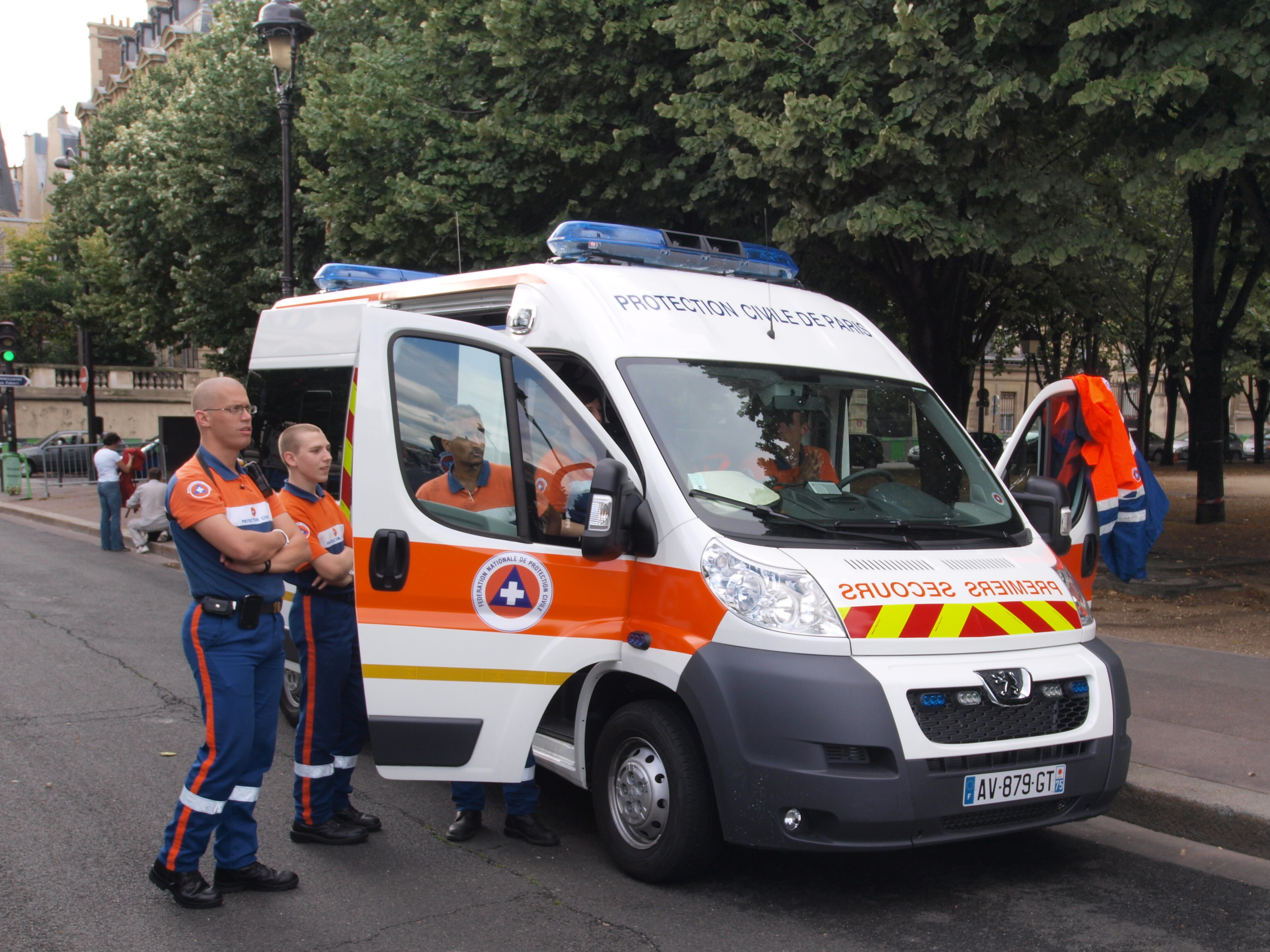
مركبة إسعاف أولي (سيارة إسعاف)

### زى موحد
يجب على المتطوعين ارتداء الأحذية القتالية والزي الفدرالي أثناء مهماتهم. والسراويل زرقاء اللون مع شريط برتقالي عمودي على كل جانب وشريط عاكس. يعرض الجزء العلوي الأبيض والأزرق والبرتقالي الشعار وكلمات «الحماية المدنية» على الظهر وعلى الكتف الأيمن.
منذ عام 2012، كان الزي متوافقاً مع المعايير الأوروبية للملابس عالية الوضوح، رقم NF EN 471.
خلال بعض المهام، يمكن للمستجيبين الأوائل ارتداء خوذة F2.